# قشلاق قانة
قشلاق قانة هي قرية في مقاطعة كليبر، إيران. عدد سكان هذه القرية هو 29 في سنة 2006.